# Mala Kruša
Krushë e Vogël en albanais et Mala Kruša en serbe latin (en serbe cyrillique : Мала Круша) est une localité du Kosovo située dans la commune/municipalité de Prizren et dans le district de Prizren/Prizren. Selon le recensement kosovar de 2011, elle compte 937 habitants.

## Démographie

### Évolution historique de la population dans la localité
| 1948 | 1953 | 1961 | 1971 | 1981 | 1991  | 2011 |
| ---- | ---- | ---- | ---- | ---- | ----- | ---- |
| 302  | 367  | 451  | 661  | 925  | 1 048 | 937  |

|  |

### Répartition de la population par nationalités (2011)
En 2011, les Albanais représentaient 98,08 % de la population.